# Sitamau
Sitamau é uma cidade e uma nagar panchayat no distrito de Mandsaur, no estado indiano de Madhya Pradesh.

## Geografia
Sitamau está localizada a 24° 01′ N, 75° 21′ L. Tem uma altitude média de 457 metros (1 499 pés).

## Demografia
Segundo o censo de 2001, Sitamau tinha uma população de 12 889 habitantes. Os indivíduos do sexo masculino constituem 51% da população e os do sexo feminino 49%. Sitamau tem uma taxa de literacia de 71%, superior à média nacional de 59,5%: a literacia no sexo masculino é de 79% e no sexo feminino é de 62%. Em Sitamau, 14% da população está abaixo dos 6 anos de idade.